# تيدي بيرجكفيست
تيدي بيرجكفيست (بالسويدية: Teddy Bergqvist)‏ (16 مارس 1999 - ) هو لاعب كرة قدم سويدي في مركز الهجوم. لعب مع نادي مالمو.

## روابط خارجية
- تيدي بيرجكفيست على موقع اتحاد السويد (السويدية)
- تيدي بيرجكفيست على موقع قاعدة بيانات كرة القدم.إي يو (الإنجليزية)
- تيدي بيرجكفيست على موقع Soccerway.com (الإنجليزية)
- تيدي بيرجكفيست على موقع عالم كرة القدم.نت (الإنجليزية)